# Fald (ulykke)
 For alternative betydninger, se fald. (Se også artikler, som begynder med fald)
Fald er den næststørste årsag til dødsulykker på verdensplan, og er en stor årsag til personskade, især for ældre. Fald hos ældre er en vigtig del af skader der kan forebygges. Bygningsarbejdere, elektrikere, minearbejdere og malere er erhverv hvor der er høje rater af faldskader.